# Arno-Nitzsche-Straße
Die Arno-Nitzsche-Straße ist eine Hauptverkehrsstraße im Süden Leipzigs, die die Ortsteile Connewitz und Marienbrunn verbindet. Sie ist benannt nach dem ehemaligen Gaswerksmitarbeiter Arno Nitzsche (1897–1948), der bei dem Versuch, bei einem Arbeitsunfall einen Kollegen zu retten, selbst ums Leben kam. Nitzsche war auch Spanienkämpfer und Antifaschist. Ausschlaggebend für die Straßenbenennung war aber der selbstlose Rettungsversuch.

## Verlauf und Bebauung
Die Arno-Nitzsche-Straße zweigt am Connewitzer Kreuz von der Karl-Liebknecht-Straße ab und verläuft mit geringen Richtungsänderungen nach Osten bis zur Zwickauer Straße. Sie ist mit Straßenbahngleisen und beiderseitigen Radwegen versehen. Die Gleise nutzt ab Wiedebachplatz die Straßenbahnlinie 10 über Marienbrunn nach Lößnig. 
Abgesehen von der Apollonia-von-Wiedebach-Schule sind die ersten 600 Meter mit Wohnhäusern bebaut, die zum großen Teil unter Denkmalschutz stehen. Besonders hervorzuheben ist die Fassade des ehemaligen Verwaltungsgebäudes des Getriebewerks (Hausnummer 19) mit überlebensgroßen Figuren von Merkur, Gutenberg und einem Arbeiter mit Zirkel und Zahnkranz.
Auf der Südseite folgen nun Kleingärten und auf der Nordseite eine Oldtimer-Werkstatt in der ehemaligen Schwimmhalle und die Sporthalle der Hochschule für Technik, Wirtschaft und Kultur Leipzig. Nach einem Stück unbebauten Geländes eines ehemaligen Sportplatzes schließen sich der Eingang und das Gelände eines Teiles der Stadtwerke Leipzig an. Gegenüber befindet sich zwischen Threnaer Straße und Köhraer Straße ein kleines Gewerbegebiet.
An der Eisenbahnbrücke über die S-Bahnstrecke beginnt Marienbrunn. Linksseitig beeindruckt das ehemals gastronomisch genutzte Flugzeug IL-62. Im folgenden sechsgeschossigen Bürogebäude befand sich bis 1990 die Zentrale des VEB Metalleichtbaukombinat. Diesem gegenüber stehen ein 140 Meter langer Plattenbau als Studentenwohnheim mit 487 Wohnplätzen und eines der beiden Punkthochhäuser an der Kreuzung Arno-Nitzsche-Straße / Zwickauer Straße.

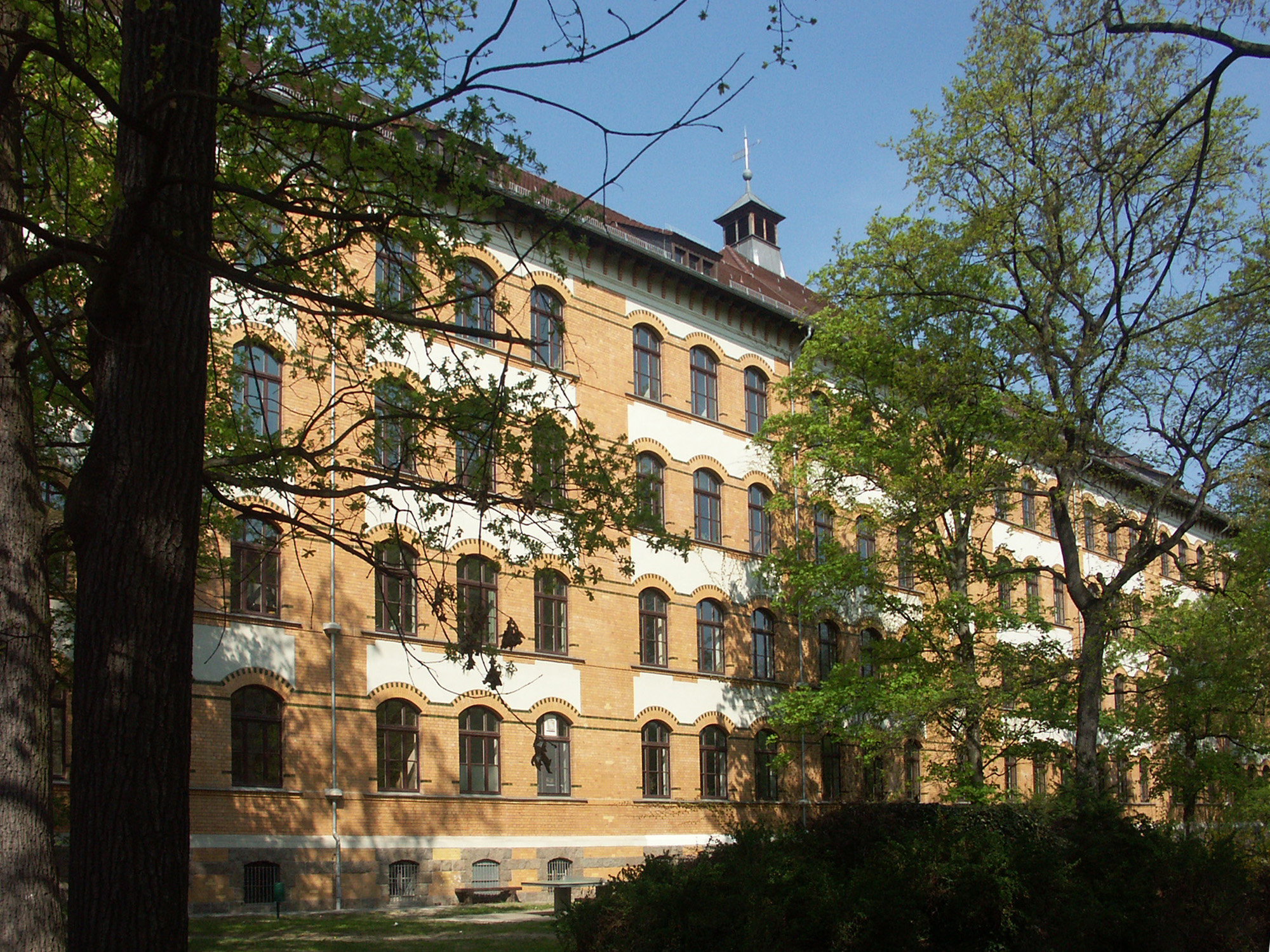
Apollonia-von-Wiedebach-Schule (2009)
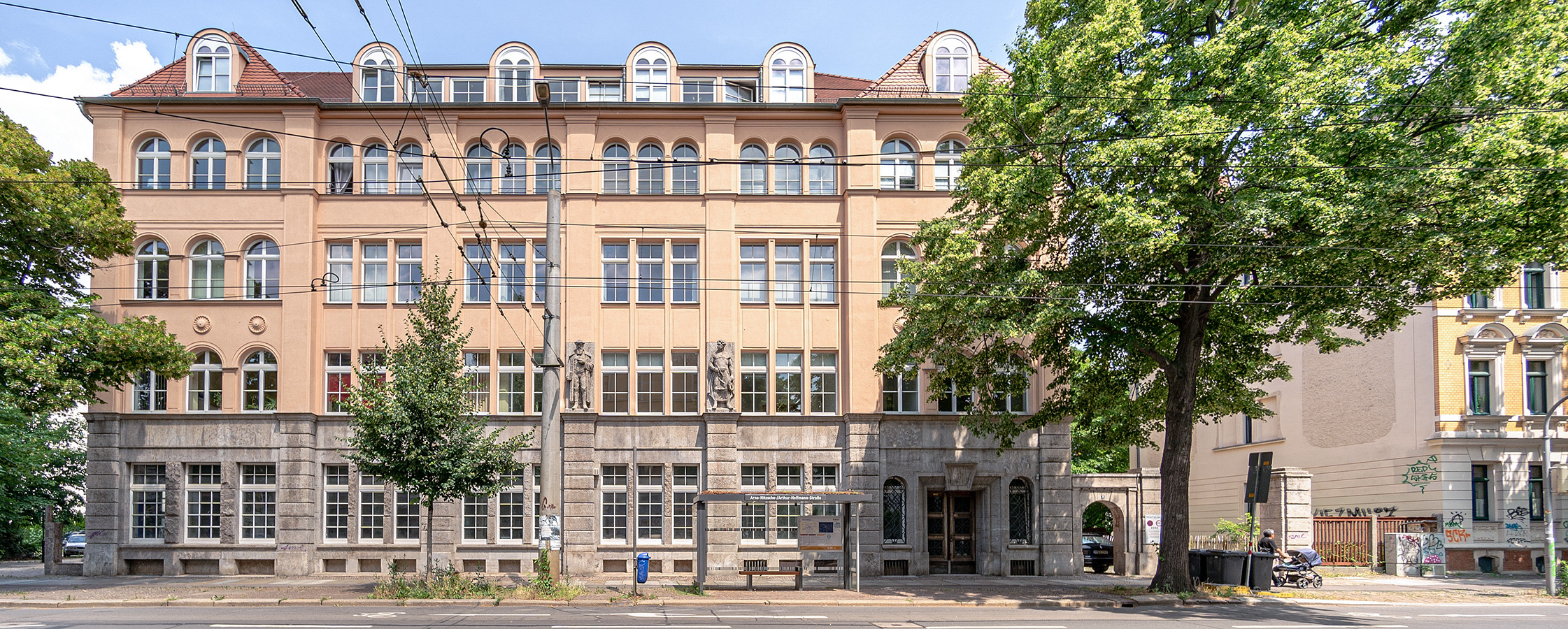
Arno-Nitzsche-Straße 19 (2021)
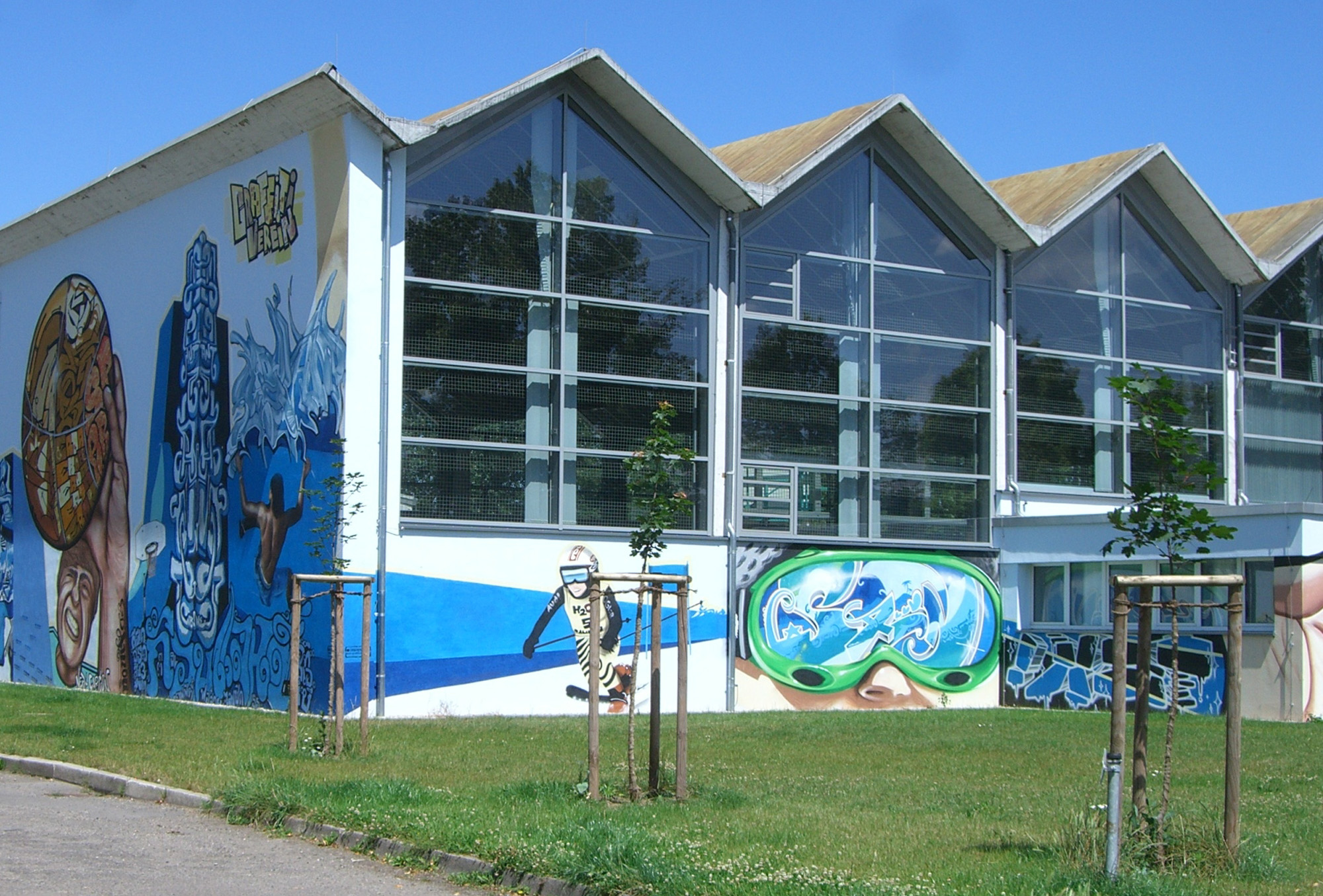
HTWK-Sporthalle (2009)
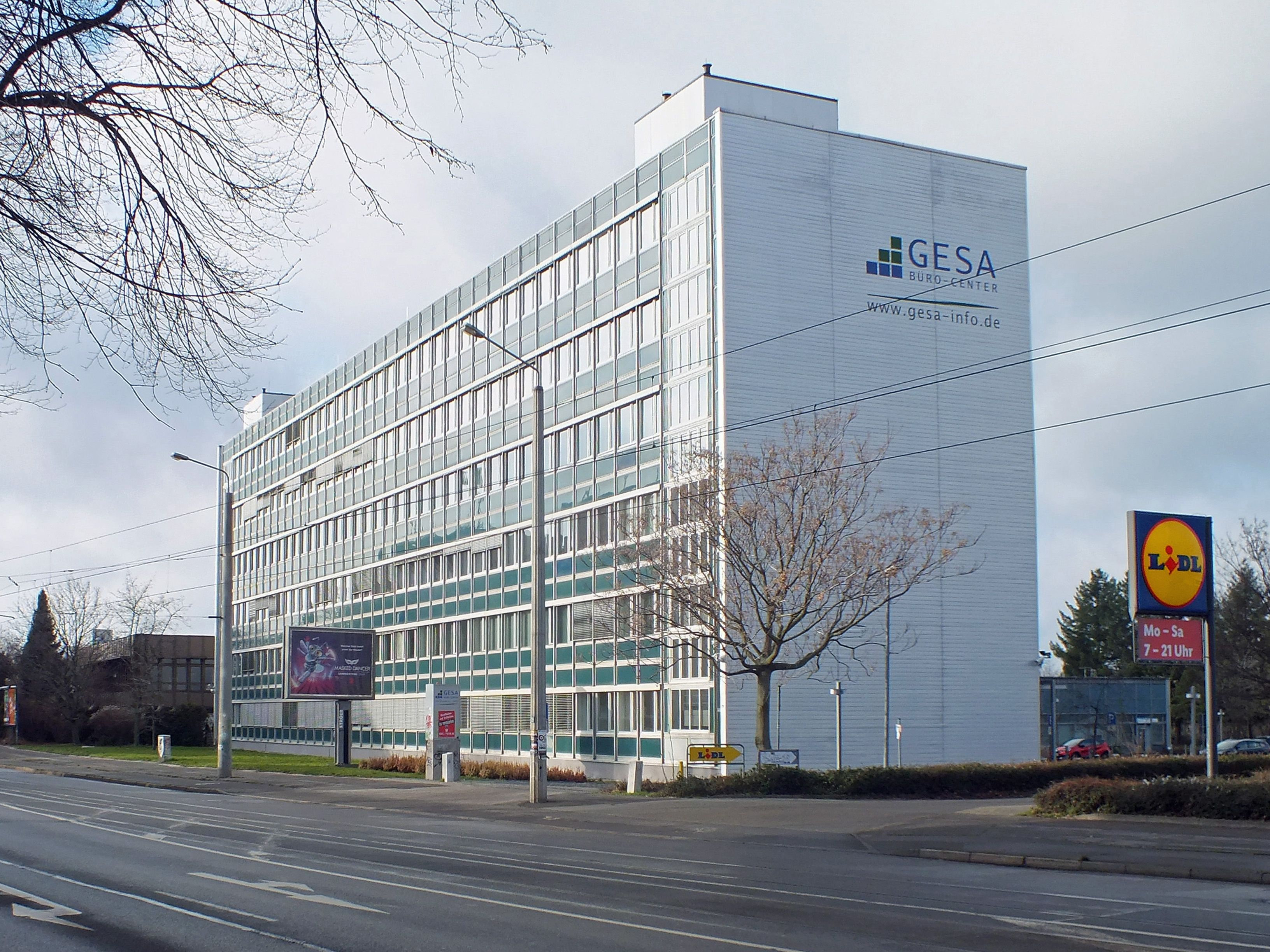
Ehemaliges Verwaltungsgebäude des VEB Metalleichtbaukombinat (2022)

## Geschichte
Ab Mitte der 1890er Jahre wurde im Leipziger Vorort Connewitz eine am Connewitzer Kreuz von der Südstraße (heute Karl-Liebknecht-Straße) nach Osten abzweigend eine neue Straße angelegt, die 1897 den Namen Waisenhausstraße erhielt. Das war etwas vorgegriffen, denn das Waisenhaus wurde erst 1903 fertiggestellt und stand nicht direkt an der Waisenhausstraße, aber sein Grundstück grenzte an sie. 1898 wurde benachbart die XIV. Bürgerschule (heute Apollonia-von-Wiedebach-Schule) errichtet. 1897 wurde das neue Werk der 1880 gegründeten Buchdruck-Metallutensilien- und Maschinen-Fabrik von Gustav Edmund Reinhardt erbaut, aus dem später der VEB Fahrzeuggetriebewerke „Joliot-Curie“ hervorging. Ansonsten entstanden Wohnbauten.
In den Folgejahren wurde die Waisenhausstraße bis zur Meusdorfer Straße geführt, die die Verbindung von Connewitz nach Stötteritz darstellte. Dadurch ergab sich auch ein südlicher Zugang zur 1882–1885 erbauten Gasanstalt (Gaswerk II), neben der ein Sportplatz des FC Sportfreunde Leipzig angelegt worden war. Im Bereich der Wohnbebauung entstand die Grünanlage Wiedebachplatz.
Ab 1913, dem Jahr der Internationalen Baufach-Ausstellung in Leipzig, entstand die Siedlung Marienbrunn, die durch die Waisenhausstraße mit Connewitz verbunden werden sollte. Deshalb wurde die Waisenhausstraße mit einer Holzbrücke über die Eisenbahngleise auf die Liebfrauenstraße, die Mittelachse von Marienbrunn, ausgerichtet. Ab 1944 führte eine der drei Leipziger Trümmerbahnstrecken von den südlichen Stadtteilen über die Waisenhausstraße und weiter über die Zwickauer Straße zur Deponie Dösen. Nach Beginn der Aufschüttung des Fockeberges 1947 wurde diese Strecke wegen des nun kürzeren Transportwegs seltener befahren und 1950 ganz aufgegeben.
1949 wurde die Waisenhausstraße in Arno-Nitzsche-Straße umbenannt. In den 1960er Jahren wurde die Holzbrücke durch zwei breitere Massivbauten ersetzt und die Arno-Nitzsche-Straße zugunsten des Ost-West-Durchgangsverkehrs auf die Straße An der Tabaksmühle ausgerichtet. Ab 1967 verkehrte nun auch eine Straßenbahn zwischen Connewitz und Marienbrunn, zunächst die Linie 16.